# Football Alliance
Football Alliance je bila nogometna liga u Engleskoj koja se igrala tri sezone između 1889. i 1892. godine. 

## O ligi
Liga je stvorena 1889. godine kao suparnička liga (rival league) Football league, nakon što je ova odbila proširenje na 24 momčadi, pa su odbijene momčadi stvorile vlastitu ligu. 

Football Alliance je pokrivala slično područje kao i Football League - od Midlanda do Sjeverozapadne Engleske, ali i na istok gradove kao Sheffield, Grimsby i Sunderland. 

U svakoj sezoni  Football Alliance je sudjelovalo 12 klubova, a liga je raspuštena 1892. gudine nakon što je jedanaest momčadi primljeno u Football League koja je tako narasla na 28 klubova te se od sezone 1892./93. počela igrati u dvije lige - First Division i Second Division. 

Iako organizacijski Football Alliance i Football League nisu bile povezane, često se Alliance smatra kao niža liga za Football League te je tokom svog postojanja predstavljala drugi rang ligaškog natjecanja u Engleskoj. 

Također je bila viša liga od liga kao što su bile Western League i The Combination.

## Prvaci lige
| 1888./89. | The Wednesday     |
| 1889./90. | Stoke             |
| 1890./91. | Nottingham Forest |

## Pregled plasmana u ligi
| klub                       | sjedište              | 1889/90 | 90/91 | 91/92 |
| -------------------------- | --------------------- | ------- | ----- | ----- |
| Sheffield Wednesday ↓1 ↓D1 | Sheffield             | 1.      | 12.   | 4.    |
| Bootle ↓D2                 | Bootle                | 2.      | 11.   | 9.    |
| Sunderland Albion ↓NL      | Sunderland            | 3.      | 2.    |       |
| Grimsby Town ↓D2           | Grimsby - Cleethorpes | 4.      | 3.    | 6.    |
| Crewe Alexandra ↓D2        | Crewe                 | 5.      | 8.    | 7.    |
| Darwen ↓FL                 | Darwen                | 6.      | 6.    |       |
| Birmingham St George's ↓2  | Birmingham            | 7.      | 4.    | 12.   |
| Manchester United ↓3 ↓D1   | Manchester            | 8.      | 9.    | 2.    |
| Walsall ↓4 ↓D2             | Walsall               | 9.      | 7.    | 11.   |
| Birmingham City ↓5 ↓D2     | Birmingham            | 10.     | 10.   | 3.    |
| Nottingham Forest ↓D1      | Nottingham            | 11.     | 5.    | 1.    |
| Long Eaton Rangers ↓ML     | Long Eaton            | 12.     |       |       |
| Stoke City ↓6↑FL           | Stoke-on-Trent        |         | 1.    |       |
| Burton Swifts ↓7 ↓D2       | Burton upon Trent     |         |       | 5.    |
| Manchester City ↑8 ↓D2     | Manchester            |         |       | 8.    |
| Lincoln City ↓D2           | Lincoln               |         |       | 10.   |

| ↑FL prešli u Football League ↑D1 prešli u Football League First Division ↑D2 prešli u Football League Second Division ↑NL prešli u Northern League ↑ML prešli u Midland League | ↑1 Sheffield Wednesday nastupao pod nazivom The Wednesday ↑2 Birmingham St George's raspušten 1892. ↑3 Manchester United nastupao pod nazivom Newton Heath ↑4 Walsall nastupao pod nazivom Walsall Town Swifts ↑5 Birmingham City nastupao pod nazivom Small Heath ↑6 Stoke City nastupao pod nazivom Stoke ↑7 Burton Swifts se 1901. godine s Burton Wanderers spojio u Burton United ↑8 Manchester City nastupao pod nazivom Ardwick |

## Poveznice
- Premier liga
- Championship